# Boxeur de l'année Ring Magazine

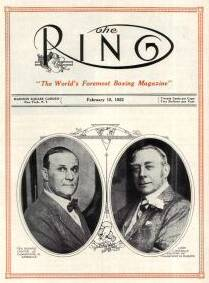
Première couverture de The Ring

Le boxeur de l'année Ring Magazine est une récompense décernée depuis 1922 par les journalistes de ce magazine sportif américain consacré à la boxe anglaise. En voici la liste, :

## Années 1920
- 1922 -  Harry Greb
- 1923 -  Jack Dempsey
- 1924 -  Harry Greb (2)
- 1925 -  Paul Berlenbach
- 1926 -  Gene Tunney
- 1927 -  Mickey Walker
- 1928 -  Gene Tunney (2)
- 1929 -  Tommy Loughran

## Années 1930
- 1930 -  Max Schmeling
- 1931 -  Tommy Loughran (2)
- 1932 -  Jack Sharkey
- 1933 - Récompense non attribuée
- 1934 -  Tony Canzoneri et  Barney Ross
- 1935 -  Barney Ross (2)
- 1936 -  Joe Louis
- 1937 -  Henry Armstrong
- 1938 -  Joe Louis (2)
- 1939 -  Joe Louis (3)

## Années 1940
- 1940 -  Billy Conn
- 1941 -  Joe Louis (4)
- 1942 -  Sugar Ray Robinson
- 1943 -  Fred Apostoli
- 1944 -  Beau Jack
- 1945 -  Willie Pep
- 1946 -  Tony Zale
- 1947 -  Gus Lesnevich
- 1948 -  Ike Williams
- 1949 -  Ezzard Charles

## Années 1950
- 1950 -  Ezzard Charles (2)
- 1951 -  Sugar Ray Robinson (2)
- 1952 -  Rocky Marciano
- 1953 -  Bobo Olson
- 1954 -  Rocky Marciano (2)
- 1955 -  Rocky Marciano (3)
- 1956 -  Floyd Patterson
- 1957 -  Carmen Basilio
- 1958 -  Ingemar Johansson
- 1959 -  Ingemar Johansson (2)

## Années 1960
- 1960 -  Floyd Patterson (2)
- 1961 -  Joe Brown
- 1962 -  Dick Tiger
- 1963 -  Cassius Clay
- 1964 -  Emile Griffith
- 1965 -  Dick Tiger (2)
- 1966 -  Mohamed Ali (2) (réhabilité en 2016)
- 1967 -  Joe Frazier
- 1968 -  Nino Benvenuti
- 1969 -  José Nápoles

## Années 1970
- 1970 -  Joe Frazier (2)
- 1971 -  Joe Frazier (3)
- 1972 -  Mohamed Ali (3) et  Carlos Monzon
- 1973 -  George Foreman
- 1974 -  Mohamed Ali (4)
- 1975 -  Mohamed Ali (5)
- 1976 -  George Foreman (2)
- 1977 -  Carlos Zárate
- 1978 -  Mohamed Ali (6)
- 1979 -  Sugar Ray Leonard

## Années 1980
- 1980 -  Thomas Hearns
- 1981 -  Sugar Ray Leonard (2) et  Salvador Sánchez
- 1982 -  Larry Holmes
- 1983 -  Marvin Hagler
- 1984 -  Thomas Hearns (2)
- 1985 -  Marvin Hagler (2) et  Donald Curry
- 1986 -  Mike Tyson
- 1987 -  Evander Holyfield
- 1988 -  Mike Tyson (2)
- 1989 -  Pernell Whitaker

## Années 1990
- 1990 -  Julio César Chávez
- 1991 -  James Toney
- 1992 -  Riddick Bowe
- 1993 -  Michael Carbajal
- 1994 -  Roy Jones Jr.
- 1995 -  Oscar de la Hoya
- 1996 -  Evander Holyfield (2) et Mike Tyson (3)
- 1997 -  Evander Holyfield (3)
- 1998 -  Floyd Mayweather Jr.
- 1999 -  Paulie Ayala

## Années 2000
- 2000 -  Félix Trinidad
- 2001 -  Bernard Hopkins
- 2002 -  Vernon Forrest
- 2003 -  James Toney (2)
- 2004 -  Glen Johnson
- 2005 -  Ricky Hatton
- 2006 -  Manny Pacquiao
- 2007 -  Floyd Mayweather Jr. (2)
- 2008 -  Manny Pacquiao (2)
- 2009 -  Manny Pacquiao (3)

## Années 2010
- 2010 -  Sergio Gabriel Martínez
- 2011 -  Andre Ward
- 2012 -  Juan Manuel Márquez
- 2013 -  Adonis Stevenson
- 2014 -  Sergey Kovalev
- 2015 -  Tyson Fury[3]
- 2016 -  Carl Frampton
- 2017 -  Vasyl Lomachenko
- 2018 -  Oleksandr Usyk
- 2019 -  Canelo Alvarez

## Années 2020
- 2020 -  Tyson Fury (2) et  Teófimo López[4]
- 2021 -  Canelo Alvarez (2)
- 2022 -  Dmitrii Bivol
- 2023 -  Naoya Inoue
- 2024 -  Oleksandr Usyk (2)

## Voir également
- Combat de l'année Ring Magazine
- KO de l'année Ring Magazine
- Surprise de l'année Ring Magazine